# Samuel H. Piles

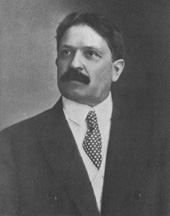
Samuel Henry Piles

Samuel Henry Piles, född 28 december 1858 i Livingston County, Kentucky, död 11 mars 1940 i Los Angeles, Kalifornien, var en amerikansk republikansk politiker och diplomat. Han representerade delstaten Washington i USA:s senat 1905-1911.
Piles studerade juridik och inledde 1883 sin karriär som advokat i Snohomish. Han flyttade 1886 till Spokane och senare samma år till Seattle. Han var stadsåklagare i Seattle 1888-1889.
Efter en mandatperiod i senaten bestämde sig Piles för att inte kandidera till omval. Han arbetade åter som advokat i Seattle.
USA:s president Warren G. Harding utnämnde Piles 1922 till chef för USA:s diplomatiska beskickning i Colombia. Han återvände 1928 från Colombia och flyttade till Los Angeles för ett pensionärsliv i Kalifornien.
Piles grav finns på Lake View Cemetery i Seattle.